# Nebaliidae

Budowa przejściówki różnonogiej: 1) czułek I pary, 2) rostrum, 3) karapaks, 4) odwłok, 5) furka, 6) telson, 7) odnóża odwłokowe, 8) czułek II pay, 9) odnóża tułowiowe, 10) oko

Nebaliidae – rodzina skorupiaków z gromady pancerzowców i rzędu cienkopancerzowców.

## Opis
Ciało poniżej 2 cm długości, pokryte dwuklapowym karapaksem. Czułki pierwszej pary samców o niespuchniętym biczyku, czasem pólkiem gęsto rozmieszczonych estet. Czułki drugiej pary bez okrągłych guzków czy ząbków na trzonku, czasem o scalonych członach trzecim i czwartym; u samca tak silnie wydłużone, że sięgają furki. Żuwaczki z dobrze rozwiniętym wyrostkiem molarnym. Pierwsza para szczęk z długimi, dobrze wykształconymi głaszczkami. Znacznie mniejsze od początkowej pary odnóży tułowiowych szczęki drugiej pary mają co najmniej trzy pierwsze endyty dobrze rozwinięte. Odnóża tułowiowe osadzone blisko siebie, niezbyt wystające poza karapaks; te pierwszej pary nieco tylko różniące się od pozostałych. Pary od drugiej do siódmej mają epipodity dłuższe niż egzopodity albo nie mają ich wcale. Odwłok o ząbkowanych na całej krawędzi pleonitach od czwartego do siódmego. Odnóża odwłokowe par 2-4 mają równoległe lub nieco pośrodku rozszerzone krawędzie egzopoditów; te 5 pary są innej długości niż jedno- lub dwuczłonowe pary szóstej. Ramiona furki równomiernie zwężone ku szczytowi.

## Biologia i ekologia
Morskie filtratory bentosowe. Preferują miękkie podłoża muliste lub piaszczyste z niską zawartością tlenu. Spotykane od płytkich wód przybrzeżnych po abisal.

## Systematyka
Należy tu 36 gatunków zgrupowanych 5 rodzajach:
- Dahlella Hessler, 1984
- Nebalia Leach, 1814
- Nebaliella Thiele, 1904
- Sarsinebalia Dahl, 1985[6]
- Speonebalia Bowman, Yager et Iliffe, 1985